# Museu del Coratge i la Resistència
El Museu del Coratge i la Resistència (Museum of Courage and Resistance) o Museu de la Llei Marcial és un museu de Quezon City (Filipines) estretament lligat al règim del dictador Marcos a les Filipines. Fou fundat per l'institució Task Force Detainees que promou la reparació i justícia de les víctimes de la dictadura de Marcos, la majoria d'elles afectades per la llei marcial. Consta de tres seccions: en la primera s'explica la història de l'esmentada institució, creada en els primers anys de la llei marcial en clandestinitat (1974); en la segona es poden veure els diversos grups de resistència i oposició a la dictadura, així com algunes de les biografies dels principals líders d'aquests moviments; i el darrer espai és el dedicat a les expressions artístiques i documents generats tant pels presos de la dictadura com per les persones no preses. El centre de documentació del museu recull àmplia informació original dels moviments contraris a la llei marcial i resistents contra la dictadura de Marcos.
La història de la dictadura de Ferdinand Marcos a les Filipines cal situar-la en el context de la Guerra Freda, l'enfrontament entre els blocs comunista i capitalista posterior a la Segona Guerra Mundial. Marcos fou escollit democràticament l'any 1965 pel Partit Liberal. El creixent moviment d'esquerres a l'interior del país, la proximitat geogràfica de la Guerra del Vietnam i un profund anticomunisme condueixen Marcos a l'establiment d'una dictadura l'any 1972. Una de les característiques d'aquesta fou la imposició de la llei marcial, que va durar més de 9 anys. El principal opositor de la dictadura, Benigno Aquino, fou empresonat gràcies a la llei marcial (Marcos feu el mateix amb la immensa majoria dels opositors polítics). Aquino va arribar a presentar-se a les eleccions estant a la presó i delegant l'elecció en la seva dona, Cory Aquino. Aquest desafiament portà el matrimoni Aquino a l'exili, pactat amb el govern i amb mediació dels Estats Units. El retorn, també pactat, dels Aquino l'any 1983 va acabar amb l'assassinat de Benigno tan bon punt va baixar de l'avió a les Filipines. La llei marcial fou el principal instrument de la repressió dels moviments democràtics a les Filipines. L'any 1986 la vídua de Benigno Aquino, Cory Aquino, va guanyar les eleccions. Marcos es va resistir a deixar el poder i les protestes populars, juntament amb les pressions internacionals, van permetre reinstaurar la democràcia a les Filipines.